# مسجد حضر زنده
مسجد حضر زنده (بالأذربيجانيَّة:Xıdır Zində məscidi) هو مسجد شهير يقع في مقاطعة سيازن، دولة أذربيجان.

## تاريخه
قامت إدارة مسلمي القوقاز بإنشاء مسجد حضر زينده زارات في عام 2000، يقع المسجد في موقع بين الجبل «بيش بارماق» (الأصابع الخمسة) وبحر قزوين. مساحته المسجد هي 250 مترا مربع. تم تزيين أبواب ونوافذ المسجد من قبل متخصصين بزخارف راقية.